# Верхньощелепна вена
Верхньощелепна вена (лат. v. maxillaris) — вена, що збирає венозну кров з верхньощелепоної ділянки та у вигляді короткого стовбура супроводжує перший відділ верхньощелепної артерії.
Верхньощелепна вена утворюється в результаті злиття вен крилоподібного сплетення. Ця вена проходить назад між клиноподібно-нижньощелепною зв'язкою і шийкою нижньої щелепи, і зливається з поверхневою скроневою веню, даючи таким чином початок занижньощелепній вені.